# Заградний канал
Заградний канал (словац. Záhradný kanál) — меліоративний канал; притока Ольшинського каналу, протікає в окрузі Собранці.
Довжина приблизно 9,0-10,2 км. Витік знаходиться в масиві Східнословацька низовина — на висоті приблизно 109 метрів.
Протікає територією сіл Тібава; Остров; Поростов; Святуш; Ташуля і Бежовце. Впадає в Ольшинський канал на висоті 101 метра.